# Чикагское общество офортистов
Чикагское общество офортистов (англ. Chicago Society of Etchers) — американское объединение офортистов, основанное в январе 1910 года в Чикаго в США.
Первая организация офортистов в стране. Изначально насчитывало 20 участников, а к 1930 году уже 150. Членство распространялось и за пределы США, включая художников из Англии, Франции, Италии, Германии, Швеции, Индии, Китая и Японии.

## История
В 1909 году для популяризации офортов и гравюры, Берта Жак и другие мастера в Чикаго создали Клуб Игл (Needle Club), неформальный коллектив мастеров, стремящихся вновь познакомить американскую публику с искусством офорта. В 1910 году клуб бы переименован и стал Чикагским обществом офортистов.
Организация добилась показа офортов членов в Чикагском художественном институте. Общество привлекло международных участников и успешно популяризировало искусство офорта и гравюры в Америке в XX веке.
Чикагское общество офортистов распалось в 1956 году.

## Члены
| - Бенджамин Браун - Мукул Дей - Нора Гамильтон - Берта Жак (член-основатель) - Трой Кинни | - Педро Жозеф де Лемос (член-партнёр) - Беатрис С. Леви - Луис Конрад Розенберг - Уоллес Леруа ДеВольф - Брор Юлиус Олссон Нордфельдт |